# Phoeniculus bollei
La abubilla arbórea cabeciblanca (Phoeniculus bollei) es una especie de ave bucerotiforme de la familia Phoeniculidae. Se encuentra ampliamente extendida en África al sur del Sahara.

## Subespecies
Se reconocen las siguientes subespecies:
- Phoeniculus bollei bollei (Hartlaub, 1858)
- Phoeniculus bollei jacksoni (Sharpe, 1890)
- Phoeniculus bollei okuensis Serle, 1949